# 尹汝弼
尹汝弼（윤여필、ユン・ヨピル、1466年 - 1555年）は、李氏朝鮮中期の文臣・外戚。字は「伯翊」、爵号は「坡原府院君」後に「坡平府院君」に改称、諡号は「靖憲」。本貫は坡平尹氏。尹甫の次男。正室は朴仲善の娘。中宗反正により靖国三等功臣となり、娘を淑媛の地位で後宮に入れ、中宗の本望により、章敬王后となり、国舅となっている。
燕山期には連座により、2回の流刑を受け、釈放後に中宗反正に関与する事で、靖国三等功臣となり、章敬王后が王妃になると、要職を担い、各官の支持を集めた。だが倫理を外れた行動によって、次第に弾劾を受け、子の尹任が小尹派によって逆賊とされ賜死されると、各所からの激しい弾劾を受けた末、爵位を剥奪され、京畿道龍仁県に赴く事となる。死後は靖国四等功臣と爵位を復権された。

## 略歴

### 出生と家系
1466年漢城府にて出生した。父は尹甫で、祖父は尹士昀。また大叔母に貞熹王后がおり、母は本貫が全州李氏で永川君李定の娘で孝寧大君の孫である。大叔父に尹士昕がおり、この玄孫が中宗の第三王妃文定王后と小尹派の領袖尹元衡で、これらとは8親等の間柄であった。正室の順天府夫人朴氏は朴仲善の娘で靖国一等功臣朴元宗の妹であり、斉安大君李琄と月山大君の義兄弟ともなる。
1487年の壁書事件で獄事が起きると、関与したとされ龍仁県貴陽に配流された。1493年に赦免され復権した。1504年甲子士禍の際、罪人尹弼商の縁者であった為、連座により流刑を受けた。1506年2月5日再び釈放された。

### 国舅となる
9月18日中宗反正に関与し、9月24日に靖国三等功臣となり、功臣等の決議により後宮候補に上がり、淑媛として章敬王后は中宗の後宮に入り、1507年7月26日中宗の本望で王妃となる。7月28日「坡原府院君」に封爵された。8月20日女官を陵辱した韓恂の罷免するように中宗に勧告した。9月13日領敦寧府事となり、10月7日靖国功臣を増員するよう進言している。1508年8月10日朴安性は老齢で自らはその上の席次には在れないと啓上している。また台諫が宗親と銀渓道察訪李叔仁等と共に江原道の山々を遊行していたが、尹汝弼がこれらを推覈したという噂があり、尹汝弼の罪を推考すべきと啓上したが允許されなかった。これには7月13日にも司憲府から再度推考すべきと啓上されるが允許されなかった。1513年11月24日司憲府が尹汝弼等の罪を請うが允許されなかった。
1514年現在に五衛都摠府都摠管となっており、同年の2月2日台諫から中日習射で部将が失敗した際、部将の髪を引っ張り退出させた事で、廷臣としてあるまじき行為だと啓上され、中宗は推考するよう允許した。2月17日司憲府が国舅として不謹慎で、要職に置けないので異動させるべきと啓上があったが、允許されなかった。2月18日午前中の経筵にて大司諫孫仲墩・司憲府持平柳灌・李思鈞が昨日の尹汝弼の件について論じて啓上したが允許されなかった。2月23日午前中の経筵にて司憲府掌令権希孟・司諫院正言南世準・李思鈞が再度尹汝弼の件を論じて啓上し、領経筵事鄭光弼も尹汝弼の件を論じた。鄭光弼の意見は全体的には台諫の意見を助長しているが、中には尹汝弼を擁護している部分があった。中宗は公務上の過失だけで、都摠管から異動させる必要はないと返答した。しかし翌日2月24日中宗は異動を命じた。
1515年4月に尹汝弼が水陸会を設け、蘇世譲・黄汝献が同様に福を迎えようとしていたが、後日に弾劾された。1518年7月7日現在に軍器寺提調の官職にあって、台諫から尹汝弼は無知で軍器寺提調が不適格だと中宗に啓上されたが国舅だとして允許されなかった。7月10日・7月11日・7月14日にも同じ内容の啓上があるが、いずれも允許されなかった。8月8日鄭士龍が前漢の竇広国や後漢の馬援のなどの外戚の政治不介入の前例を挙げ尹汝弼等もこれらと同様にすべきと主張している。1520年5月8日病にかかり急ぎ、慶源府使である子の尹任に手紙を下したいとして、尹任の職を異動させた。1528年11月29日中宗が済川亭に滞在中の際、これを訪ねた。1534年12月10日仲朔宴にて、自らが臣下を代表して酌を受けるのを、謙譲した内容の啓上がある。1539年12月4日中宗が近頃は天災や、事故が多く、宴を開く事が出来なかったとして、尹汝弼等に子馬1匹を下賜した。

### 窮状に至る
仁宗が薨去後の1545年9月7日「坡平府院君」に改称された。10月10日尹任の死体が川に到着し、入棺を手伝う旨を要求すると、杖刑で17回叩かれている。10月16日許磁・羅世纘が尹汝弼の官職を剥奪すべきと啓上し、即座剥奪された。1546年9月29日遠地へ流刑にすべきと啓上されたが、允許されなかった。9月30日から10月4日までに25回啓上され、ついに10月4日京畿道龍仁県に赴くよう命じた。この後も啓上が続くが、1551年7月4日章敬王后の父であるために釈放された。1555年7月7日死去した。明宗は爵位を復権させる事と、礼葬させるよう命じた。

## 家系
| 続柄   | 続柄   | 続柄   | 続柄   | 続柄     | 諱             | 爵位            | 存命期間        | 備考                                 |
| ------ | ------ | ------ | ------ | -------- | -------------- | --------------- | --------------- | ------------------------------------ |
| 曾祖父 | 曾祖父 | 曾祖父 | 曾祖父 | 曾祖父   | 尹璠           | 判中枢府事      | 1384年 - 1448年 | ここで文定王后と尹元衡に血筋を分かつ |
| 祖父   | 祖父   | 祖父   | 祖父   | 祖父     | 尹士昀         |                 | 1422年 - 1485年 |                                      |
| 父     | 父     | 父     | 父     | 父       | 尹甫           |                 | 1442年 - 1483年 |                                      |
| 母     | 母     | 母     | 母     | 母       | 全州李氏       |                 | 不明            | 永川君の娘。孝寧大君の孫             |
| 正室   | 正室   | 正室   | 正室   | 正室     | 順天府夫人朴氏 |                 | 不明            | 本貫は順天朴氏。朴仲善の娘           |
|        | 一子   | 一子   | 一子   | 一子     | 尹任           | 左賛成          | 1487年 - 1545年 | 大尹派の領袖                         |
| 一女   | 一女   | 一女   | 一女   | 章敬王后 |                | 1491年 - 1516年 | 中宗の第二王后  |                                      |